# China's Next Top Model (mùa 1)
Mùa đầu tiên của China's Next Top Model (tiếng Trung: 潘婷闪亮模坊－中国明日超模大赛) được dựa trên chương trình America's Next Top Model của Mỹ.
Chương trình được sản xuất bởi kênh truyền hình Sichuan Satellite TV vào ngày 13 tháng 1 năm 2008 và được quay ở Thượng Hải. Các buổi casting được tổ chức tại các thành phố của Trung Quốc - Thượng Hải, Bắc Kinh, Thành Đô & Quảng Châu.
Điểm đến quốc tế mùa này là Ma Cao cho top 3.
Người chiến thắng của mùa này là Ân Ca, 21 tuổi từ Trường Sa. Cô giành được: 1 hợp đồng với Next Model Management, chiến dịch quảng cáo cho MGM Macau và trở thành người phát ngôn cho Pantene.

## Các thí sinh
(Tuổi tính từ ngày dự thi)
| Thí sinh | Thí sinh         | Tuổi | Chiều cao              | Quê quán    | Bị loại ở | Hạng         |
| -------- | ---------------- | ---- | ---------------------- | ----------- | --------- | ------------ |
| 蔻莉     | Khấu Lị          | 24   | 1,72 m (5 ft 7+1⁄2 in) | Thành Đô    | Tập 1     | 12-11        |
| 陳巧玲   | Trần Xảo Linh    | 23   | 1,75 m (5 ft 9 in)     | Đông Hoản   | Tập 1     | 12-11        |
| 劉文靜   | Lưu Văn Tĩnh     | 26   | 1,75 m (5 ft 9 in)     | Trùng Khánh | Tập 3     | 10 (bỏ cuộc) |
| 鮑潔     | Bào Khiết        | 21   | 1,75 m (5 ft 9 in)     | An Huy      | Tập 3     | 9            |
| 張曉霈   | Trương Hiểu Bái  | 20   | 1,76 m (5 ft 9+1⁄2 in) | Thượng Hải  | Tập 4     | 8            |
| 坦雅     | Tanya Zy         | 28   | 1,74 m (5 ft 8+1⁄2 in) | Thượng Hải  | Tập 5     | 7            |
| 吳美廷   | Ngô Mỹ Đình      | 21   | 1,74 m (5 ft 8+1⁄2 in) | Quảng Châu  | Tập 6     | 6            |
| 馬舒怡   | Mã Thư Di        | 21   | 1,76 m (5 ft 9+1⁄2 in) | Quảng Châu  | Tập 7     | 5            |
| 朱楓     | Chu Phong        | 19   | 1,76 m (5 ft 9+1⁄2 in) | Thượng Hải  | Tập 9     | 4 (bỏ cuộc)  |
| 閻雪芊   | Diêm Tuyết Thiên | 19   | 1,78 m (5 ft 10 in)    | Thượng Hải  | Tập 10    | 3            |
| 王佳     | Vương Giai       | 21   | 1,74 m (5 ft 8+1⁄2 in) | Cáp Nhĩ Tân | Tập 10    | 2            |
| 殷歌     | Ân Ca            | 21   | 1,75 m (5 ft 9 in)     | Trường Sa   | Tập 10    | 1            |

## Các tập

### Tập 1
Khởi chiếu: 13 tháng 1 năm 2008
Từ hơn 6000 thí sinh đăng kí dự thi, 12 cô gái đã được đưa tới Thượng Hải để bắt đầu cuộc thi, họ đã được gặp Lý Ngãi và cô đã giới thiệu ngắn gọn về cuộc thi. Sau đó, họ đã gặp Sunny tại một tòa khách sạn cho thử thách đầu tiên là trang điểm và phối đồ cho mình trong thời gian giới hạn để lên thang máy tới tầng cao nhất,  Ca chiến thắng thử thách nên sẽ được giữ trang phục cô đang mặc. Ngày hôm sau, họ đã có buổi chụp hình đầu tiên trong áo tắm, trong khi họ phải tạo dáng trong thời tiết lạnh. Trong suốt buổi chụp hình, Lý Ngãi nghĩ rằng Tanya và Hiểu Bái là nổi bật nhất. 
Vào buổi đánh giá đầu tiên ngày tiếp theo, có 12 quyển portfolio nằm trên bàn nhưng chỉ có 10 quyển có tấm hình của 10 cô gái sẽ tham gia vào cuộc thi, kết quả là Lị & Xảo Linh không thấy ảnh của mình vì họ không được xem như là siêu mẫu tiềm năng nên đã là 2 thí sinh đầu tiên bị loại. 10 cô gái còn lại sau đó đã đến tới căn hộ Pantene của mình tại khách sạn Urbn, nơi mà họ sẽ sống trong suốt cuộc thi.
- Nhiếp ảnh gia: Chris Cheung

### Tập 2
Khởi chiếu: 27 tháng 1 năm 2008
10 cô gái còn lại đã có một buổi đào tạo trên sàn catwalk của Flora, Mỹ Đình đã chỉ ra rằng là cô đã không nhận được bất kỳ kinh nghiệm nào về sàn catwalk. Sau đó, họ đã có thử thách trình diễn thời trang trong váy dài, trong khi họ phải đi trên đôi cao gót 15cm và đi trên con đường đá. Kết quả là Thư Di là người đạt được tiến bộ nhất nên đã giành chiến thắng thử thách và cô chọn Ca & Mỹ Đình để chia sẻ giải thưởng là 1 bữa tối tại một nhà hàng Ý.
Ngày hôm sau, họ đã có buổi chụp hình tiếp theo hóa thân thành người mẫu ảnh bìa tạp chí giả. Vào buổi đánh giá ngày tiếp theo, Lý Ngãi đã yêu cầu từng thí sinh đi catwalk trước mặt ban giám khảo, Giai & Khiết là bị chỉ trích vì phần thể hiện kém và Văn Tĩnh sẽ được đưa đến phòng khám lâm sàng để kiểm tra sức khỏe vì cô bị nghi ngờ là đang mang thai. Cuối cùng, vì không có khả năng trở thành siêu mẫu tiềm năng của Thư Di và sự thiếu tự tin của Tuyết Thiên đã khiến họ rơi vào cuối bảng. Và mặc dù đã giành chiến thắng thử thách tuần này nhưng Thư Di đã là thí sinh tiếp theo bị loại.
- Nhiếp ảnh gia: Hứa Siêu Tiền

### Tập 3
Khởi chiếu: 3 tháng 2 năm 2008
Từ buổi loại trừ lần trước, Lý Ngải nghi ngờ Văn Tĩnh là cô đang mang thai nên cô đã được đưa đến bệnh viện để kiểm tra, kết quả là cô sau đó quyết định dừng cuộc thi vì lợi ích sức khoẻ của mình và đã có một bữa tối cuối cùng với những cô gái khác. Ngày hôm sau, họ được gặp Lí Ngãi tại Total Fitness Club để thông báo rằng là Thư Di sẽ trở lại cuộc thi để thay thế Văn Tĩnh. Sau đó, 9 cô gái còn lại đã có một buổi học tạo dáng với đạo diễn thời trang Diêu Chân Dĩnh, trước khi được đưa tới một cửa hàng váy cưới cho thử thách hóa thân thành manơcanh trong áo cưới trước cửa kính cửa hàng. Kết quả là Tanya chiến thắng thử thách và cô chọn Mỹ Đình & Tuyết Thiên để chia sẻ 1 chuyến mua sắm và giải trí trị giá ¥2.000.
Ngày tiếp theo, các cô gái được gặp Flora & Chris tại một phim trường cho buổi chụp hình tiếp theo hóa thân thành những ngôi sao điện ảnh của thập niên 1930. Vào buổi đánh giá ngày hôm sau, vì thiếu sự tiến bộ của Giai và vì không có tiềm năng và hấp dẫn của Khiết đã khiến họ rơi vào cuối bảng. Và kết quả là Khiết là thí sinh tiếp theo bị loại.
- Nhiếp ảnh gia: Chris Cheung
- Khách mời đặc biệt: Diêu Chân Dĩnh

### Tập 4
Khởi chiếu: 10 tháng 2 năm 2008
8 cô gái còn lại được đưa tới tiệm salon Next cho một buổi thay đổi diện mạo mới. Trong khi diện mạo mới diễn ra, Hiểu Bái không hài lòng với phong cách mới của mình và đã khóc trong tiệm salon nhưng cuối cùng, cô và Lí Ngãi cũng đã có được sự đồng thuận là phải có diện mạo mới chỉ để tiếp tục trong cuộc thi. Ngày hôm sau, họ đã có thử thách phối đồ để phù hợp với diện mạo mới của họ, khi họ chỉ có ¥500 để mua sắm tại chợ giá rẻ Qi Pu Lu. Kết quả là Phong chiến thắng thử thách và đã nhận được tất cả bộ quần áo mà các thí sinh còn lại mua.
Ngày tiếp theo, họ đã có buổi chụp hình tiếp theo hoá thân thành vẻ đẹp của nước, khi họ sẽ tạo dáng trong áo tắm kim loại và bên trong một bể nước. Vào buổi đánh giá ngày hôm sau, vì sự không nhiệt tình về cuộc thi của Hiểu Bái và vì không thể hiện được sự mới mẻ của Tanya đã khiến họ rơi vào cuối bảng. Và kết quả là Hiểu Bái là thí sinh tiếp theo bị loại.
- Nhiếp ảnh gia: Hứa Siêu Tiền

### Tập 5
Khởi chiếu: 17 tháng 2 năm 2008
7 các cô gái đã được học về điệu nhảy Tango để thể hiện được vẻ đẹp của cơ thể từ thầy dạy nhảy Phương Chí Bình. Sau đó, họ được gặp Flora và cô đã yêu cầu các cô gái phải chọn vải và kiểu thiết kế cho bộ xường xám riêng của mình tại Chợ dệt may Thượng Hải.
Ngày hôm sau, họ được đưa tới quán bar Paramount cho buổi chụp hình tiếp theo hóa thân thành những thiếu nữ thời xưa của Thượng Hải, khi họ sẽ được mặc bộ xường xám từ những tấm vải họ chọn ngày hôm qua và các cô gái cần phải cho thấy biểu hiện cảm xúc qua đôi mắt u sầu như đang bị mắc kẹt. Nhưng trước khi buổi chụp hình bắt đầu, Flora đã đánh giá trang phục của họ và Ca là người gây thuyết phục nhất nên cô đã giành chiến thắng thử thách và chọn Mỹ Đình & Thư Di để được thưởng thức một buổi tối thư giãn tại spa. Vào buổi đánh giá ngày tiếp theo, Mỹ Đình vì phần thể hiện kém và Tanya vì thiếu sự tiến bộ đã khiến họ rơi vào cuối bảng, và kết quả là Tanya là thí sinh tiếp theo bị loại.
- Nhiếp ảnh gia: Hứa Siêu Tiền
- Khách mời đặc biệt: Phương Chí Bình

### Tập 6
Khởi chiếu: 24 tháng 2 năm 2008
6 cô gái còn lại được gặp ngôi sao điện ảnh nổi tiếng của Hollywood Russell Wong cho một buổi học về võ thuật. Sau đó thì họ đã có thử thách tạo dáng võ thuật, họ sẽ tạo dáng theo cặp trong khi được treo lơ lửng trên không trung. Kết quả là Thư Di giành chiến thắng thử thách vì động tác chuẩn hơn và chính xác hơn và cô đã chọn Mỹ Đình & Ca để chia sẻ một chuyến mua sắm trị giá ¥3.000 từ Pantene.
Ngày hôm sau, họ đã có buổi chụp hình tiếp theo hóa thân thành siêu anh hùng, trong khi họ sẽ bị treo trên dây cáp và giữa không trung trên ba tầng tòa nhà. Trong suốt buổi chụp hình, Giai và Phong đã khóc sau phần thể hiện của họ vì không thể chịu đựng được nỗi đau khi nâng bởi dây cáp. Sau đó, các cô gái được giải trí trong một hộp đêm. Quay về căn hộ, Lý Ngãi đến gặp họ vào nửa đêm để giải quyết vấn đề của các cô gái. Vào buổi đánh giá ngày tiếp theo với sự xuất hiện của giám khảo khách mời là Russell Wong, Phong được đánh giá cao và vì Giai chứ cho ra những bức ảnh đơn giản và nhàm chán, cùng với việc không thể nhìn thấy sự cải thiện trên tạo dáng cơ thể của Mỹ Đình đã khiến họ rơi vào cuối bảng. Cuối cùng, ban giám khảo tin rằng Giai vẫn có thể cải thiện lại trong một thời gian ngắn còn Mỹ Đình là thí sinh tiếp theo bị loại.
- Nhiếp ảnh gia: Chris Cheung
- Khách mời đặc biệt: Russell Wong

### Tập 7
Khởi chiếu: 2 tháng 3 năm 2008
5 cô gái còn lại đã được học về kỹ năng phỏng vấn và cách trả lời từ phóng viên Tống Gia Hân của Sichuan Satellite TV và từng cặp thí sinh sau đó sẽ tập phỏng vấn với nhau. Sau đó, họ được gặp người dẫn chương trình Lý Thần cho thử thách phỏng vấn trước những câu hỏi đầy bối rối và xấu hổ của anh. Kết quả là Phong giành chiến thắng thử thách vì nắm vững được các kỹ năng. Ngay sau khi thử thách kết thúc, họ đã có buổi chụp hình chân dung vẻ đẹp đầu tiên hóa thân thành 1 trong 5 chiếc vòng Olympic khác nhau. Quay về căn hộ, bạn trai của Phong đã được mời đến thăm cô ấy vì giành chiến thắng thử thách trước đó.
Vào buổi đánh giá ngày hôm sau với sự xuất hiện của giám khảo khách mời là Hứa Siêu Tiền & Lý Thần, Giai đã bắt đầu tốt hơn còn Tuyết Thiên bị cho là không có cá tính. Cuối cùng, vì không có tính thời trang quốc tế của Thư Di và vì quá tự mãn và tự xưng của Phong đã khiến họ rơi vào cuối bảng. Và kết quả là Thư Di đã là thí sinh tiếp theo bị loại.
- Nhiếp ảnh gia: Hứa Siêu Tiền
- Khách mời đặc biệt: Tống Gia Hân, Lý Thần

### Tập 8
Khởi chiếu: 9 tháng 3 năm 2008
4 cô gái còn lại đã có một buổi học diễn xuất cho quảng cáo từ người mẫu, host và đại sứ Pantene, Lâm Chí Linh. Sau đó, họ đã có một buổi quay quảng cáo và chụp ảnh chân dung cho Pantene Clinicare. Trong suốt buổi quay quảng cáo, Giai vì lo lắng nghiêm trọng do quên lời thoại và vì không hài lòng với phần thể hiện của mình nên cô khóc và dưới sự thoải mái của Chí Linh nên cô đã quay quảng cáo thành công. Mặt khác, Tuyết Thiên vì lớn lên ở nước ngoài và không hiểu chữ cái Trung Quốc nên không thể quay theo cách phát âm của Trung Quốc nên việc quay quảng cáo của cô được thực hiện bằng tiếng Anh. Quay về căn hộ, từng người một đã có một buổi nói chuyện riêng với Lý Ngãi.
Vào buổi đánh giá ngày hôm sau, Lý Ngãi đã thông báo rằng giám đốc sáng tạo quảng cáo đã chọn Ca là người làm tốt nhất trong buổi quay quảng cáo. Cuối cùng, vì không hiểu được tiếng Trung Quốc của Tuyết Thiên và vì sự đa dạng nhưng đình trệ của Giai đã khiến họ rơi vào cuối bảng. Và kết quả là Giai đã là thí sinh tiếp theo bị loại, trong buổi loại trừ đầy cảm xúc nhất của mùa giải.
- Khách mời đặc biệt: Lâm Chí Linh

### Tập 9
Khởi chiếu: 16 tháng 3 năm 2008
Vào đầu tập, Ca & Tuyết Thiên nói về việc Phong đã xin dừng cuộc thi vì lý do cá nhân. Chính vì thế nên Giai, người đã bị loại trong tập trước được quay trở lại để thay thế vị trí của Phong. Sau đó, 3 cô gái còn lại đã có một chuyến mua sắm thú vị tại cửa hàng thời trang Anna Sui. Ngày tiếp theo, họ đã phải thu dọn hành lí và bay đến Ma Cao và được ở tại khách sạn MGM Macau sau khi tới nơi. Sau đó, họ đã có một buổi tập catwalk với Flora trước khi bị bịt mắt và được đưa tới đỉnh của tháp Macau cho thử thách catwalk trên đỉnh của tòa tháp. Kết quả là Giai chiến thắng thử thách vì đã nắm bắt được các kỹ năng để đi catwalk và tạo dáng nên được tận hưởng dịch vụ spa của khách sạn.
Ngày hôm sau, các cô gái được gặp giám đốc điều hành của MGM Macau, Pansy Ho, và đã có buổi chụp hình tiếp theo cho khách sạn MGM Macau. Sau đó, họ đã được một buổi tối giải trí trong quán rượu của khách sạn. Vào buổi đánh giá ngày kế tiếp, vì phần thể hiện không ổn định của Giai và vì không thể tự tỏa sáng Tuyết Thiên đã khiến họ rơi vào cuối bảng. Kết quả là Tuyết Thiên là thí sinh tiếp theo bị loại, nhưng sau đó cô được Lý Ngãi cứu.
- Nhiếp ảnh gia: Chris Cheung
- Khách mời đặc biệt: Pansy Ho

### Tập 10
Khởi chiếu: 23 tháng 3 năm 2008
3 cô gái còn lại đã có một ngày tham quan Ma Cao. Ngày hôm sau, từng người một được đưa tới sảnh rượu của khách sạn MGM Macau cho buổi chụp hình cuối cùng khi lần này họ sẽ phải tự bố trí trang phục, trang điểm và địa điểm chụp hình của mình. Tuyết Thiên đã không có thời gian tốt đẹp bởi vì Chris chỉ ra rằng cô không có tỉnh táo vì không phân bổ thời gian hợp lí, còn Giai biết làm thế nào để phối hai bộ quần áo cùng nhau làm cho các giám khảo rất ngạc nhiên. Vào buổi đánh giá, Giai được khen ngợi còn Tuyết Thiên vì màn thể hiện kém và Ca vì không bộc lộ ra được sự ấn tượng của mình đã khiến họ rơi vào cuối bảng. Kết quả là Tuyết Thiên là thí sinh cuối cùng bị loại.
Ngày tiếp theo, Ca & Giai đã có buổi trình diễn thời trang cuối cùng cho 2 nhà thiết kế là Anna Sui và Flora Cheong-Leen cùng với 10 thí sinh bị loại trước đó. Trong khi ở buổi trình diễn thời trang, Ca đã vô tình đi sai đường trên sàn catwalk nhưng cô giữ bình tĩnh để khán giả nghĩ rằng là cô không có phạm sai lầm. Vào buổi đánh giá cuối cùng với sự xuất hiện của giám khảo khách mời là Pansy Ho & Vương Hiểu Tinh, phần catwalks của Ca đã quá thận trọng, trong khi Giai cho quá nhiều biểu hiện trên sàn diễn. Kết quả cuối cùng, Lý Ngãi đã công bố Ca đã trở thành quán quân đầu tiên của chương trình.
- Nhiếp ảnh gia: Chris Cheung
- Khách mời đặc biệt: Pansy Ho, Bàng Chí Nghị, Vương Hiểu Tinh

## Thứ tự gọi tên
| Thứ tự | Tập         | Tập         | Tập         | Tập         | Tập         | Tập         | Tập         | Tập         | Tập         | Tập  | Tập | Tập |
| Thứ tự | 2           | 3           | 4           | 5           | 6           | 7           | 8           | 9           | 10          | 10   |     |     |
| ------ | ----------- | ----------- | ----------- | ----------- | ----------- | ----------- | ----------- | ----------- | ----------- | ---- | --- | --- |
| 1      | Ca          | Mỹ Đình     | Tuyết Thiên | Thư Di      | Phong       | Giai        | Ca          | Ca          | Giai        | Ca   |     |     |
| 2      | Tanya       | Ca          | Ca          | Giai        | Tuyết Thiên | Ca          | Phong       | Giai        | Ca          | Giai |     |     |
| 3      | Văn Tĩnh    | Phong       | Phong       | Tuyết Thiên | Thư Di      | Tuyết Thiên | Tuyết Thiên | Tuyết Thiên | Tuyết Thiên |      |     |     |
| 4      | Mỹ Đình     | Thư Di      | Thư Di      | Ca          | Ca          | Phong       | Giai        | Phong       |             |      |     |     |
| 5      | Hiểu Bái    | Tuyết Thiên | Mỹ Đình     | Phong       | Giai        | Thư Di      |             |             |             |      |     |     |
| 6      | Phong       | Tanya       | Giai        | Mỹ Đình     | Mỹ Đình     |             |             |             |             |      |     |     |
| 7      | Giai        | Hiểu Bái    | Tanya       | Tanya       |             |             |             |             |             |      |     |     |
| 8      | Khiết       | Giai        | Hiểu Bái    |             |             |             |             |             |             |      |     |     |
| 9      | Tuyết Thiên | Khiết       |             |             |             |             |             |             |             |      |     |     |
| 10     | Thư Di      | Văn Tĩnh    |             |             |             |             |             |             |             |      |     |     |

     Thí sinh bị loại
     Thí sinh ban đầu bị loại nhưng được cứu
     Thí sinh dừng cuộc thi
     Thí sinh chiến thắng cuộc thi
- Ở tập 3, Văn Tĩnh phải dừng cuộc thi sau khi phát hiện ra là cô đang mang thai. Chính vì vậy, Thư Di, người bị loại ở tập trước, được quay lại để thay thế vị trí ấy.
- Ở tập 9, Phong dừng cuộc thi vì lý do cá nhân và được Giai thay thế. Tuyết Thiên là thí sinh tiếp theo bị loại, nhưng sau đó cô được Lý Ngãi cứu.

### Buổi chụp hình
- Tập 1: Áo tắm ngoài trời
- Tập 2: Ảnh bìa tạp chí giả
- Tập 3: Diễn viên trong những năm 1930
- Tập 4: Đồ tắm kim loại trong nước
- Tập 5: Thiếu nữ thời xưa của Thượng Hải
- Tập 6: Siêu anh hùng trên không
- Tập 7: Ảnh chân dung biểu tượng Olympic
- Tập 8: Quảng cáo & ảnh quảng cáo cho Pantene Clinicare
- Tập 9: Ảnh quảng cáo cho MGM Grand Macau
- Tập 10: Ảnh tự chọn (tùy vào lựa chọn của các thí sinh)

### Diện mạo mới
- Ca: Nối tóc đen dài
- Giai: Cắt ngắn tới vai
- Hiểu Bái: Tóc xoăn đỏ
- Mỹ Đình: Tóc bob nâu dài
- Phong: Tóc tém
- Tanya: Tóc tẩy màu và xoăn
- Thư Di: Tóc xoăn ở phần dưới
- Tuyết Thiên: Tóc tẩy màu và xoăn